# David Htan
David Htan (tiếng Miến Điện: ဒေးဗစ်ထန်; sinh 13 tháng 5 năm 1990) là một cầu thủ bóng đá người Myanmar hiện đang thi đấu cho câu lạc bộ Shan United và là thành viên của đội tuyển bóng đá quốc gia Myanmar.

## Sự nghiệp
David hiện tại đang thi đấu cho câu lạc bộ Yangon United.

### Bàn thắng quốc tế
Bàn thắng và kết quả của Myanmar được để trước.
| #  | Ngày                 | Địa điểm                                | Đối thủ   | Bàn thắng | Kết quả | Giải đấu     |
| -- | -------------------- | --------------------------------------- | --------- | --------- | ------- | ------------ |
| 1. | 11 tháng 9 năm 2012  | Sân vận động Thuwunna, Yangon, Myanmar  | Singapore | 1–1       | 1–1     | Giao hữu     |
| 2. | 30 tháng 3 năm 2015  | Sân vận động Delta, Sidoarjo, Indonesia | Indonesia | 1–2       | 1–2     | Giao hữu     |
| 3. | 26 tháng 11 năm 2016 | Sân vận động Thuwunna, Yangon, Myanmar  | Malaysia  | 1–0       | 1–0     | AFF Cup 2016 |
| 4. | 7 tháng 11 năm 2019  | Sân vận động Mandalarthiri, Mandalay    | Nepal     | 2–0       | 3–0     | Giao hữu     |

## Danh hiệu
Anh đã hai lần vô địch Myanmar National League cùng với câu lạc bộ Yangon United.
MNL Champions - 2 lần
MFF Cup- 1 lần
Phong cách
Cầu thủ xuất sắc nhất mùa giải 2011.